# Oskar Kvist
Oskar Kvist, född 4 juni 2001 i Gävle, är en svensk professionell ishockeyspelare (forward) som senast spelade för Brynäs IF. Hans moderklubb är Hagaströms SK.